# Vrams Grand Prix

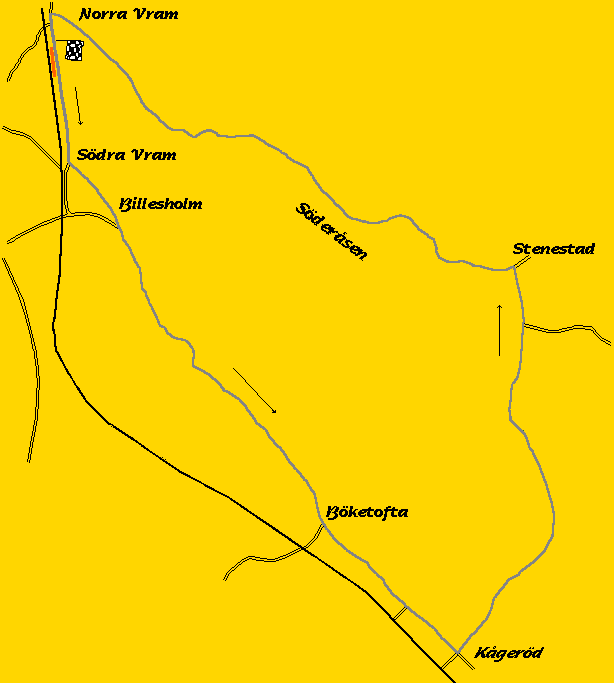
Bankarta

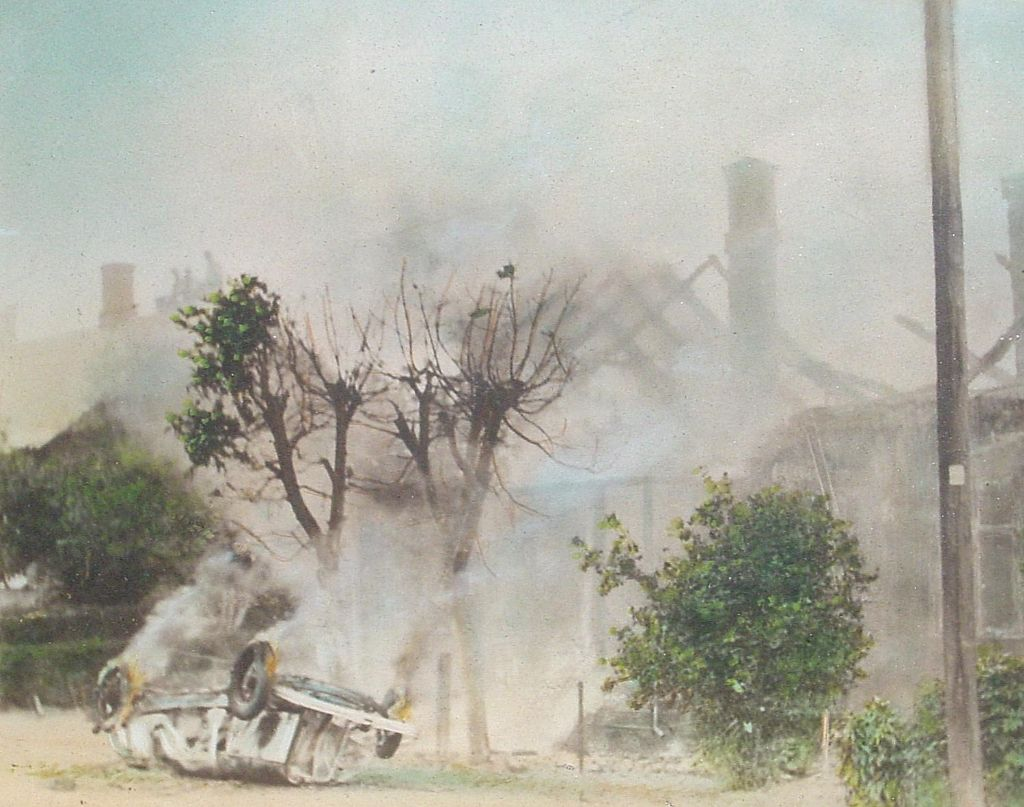

Vrams Grand Prix var en internationell biltävling som arrangerades av KAK den 6 augusti 1933 under namnet "Sveriges sommar-Grand Prix för automobiler". 

## Bakgrund
Redan år 1904 hade den första biltävlingen arrangerats i Sverige, men under många år var tävlingarna tillförlitlighetstävlingar medan de rena GP-loppen kördes under vinterhalvåret på frusna sjöar. När så KAK bestämde sig för att hålla ett Grand Prix 1931 blev det bestämt att det skulle ske under vintern vid sjön Rämen. Två år senare annonserade KAK att de skulle gå steget fullt ut och arrangera ett sommar-GP vid Norra Vram i Skåne. Valet av väg var strategiskt med bara ca 15 km till Helsingborg och därifrån ca 50 km till Köpenhamn. Den 29.700 meter långa banan slingrade sig fram från Norra Vram via Södra Vram, Kågeröd (alldeles intill Ring Knutstorp), Stenestad och så tillbaka till utgångspunkten. Tolv varv, 356,4 km, skulle man köra.

## Bansträckning
Banan gick längs vanlig landsväg som fortfarande i stort sett, har samma sträckning. Starten skedde i Norra Vram med en 1200 m lång raksträcka (det som idag benämnes Norra-Vramssträckan), därpå följde några kurvor från Åbro Mölla och till Södra Vram innan banan svängde vänster vid dåvarande Lantmannaaffären. 1933 gick banan precis runt affärens husknut där den fortsatte mot Kågeröd. Denna delen av banan var ganska kurvig med ett par mindre rakor, men bara ett fåtal skarpa svängar. Det var ett snabbt parti för den som hade både nerverna och bilen för att hålla för påfrestningarna. Ungefär en kilometer efter affären i Södra Vram kom en något feldoserad högerkurva och väl inne i Kågeröd kom en skarp vänsterkurva. Funktionärerna hade uppmärksammat detta och placerat halmbalar runt huset vid kurvans ingång. Inne vid Kågeröds centrum tog banan vänster vid kyrkan och 50 meter senare vänster igen. Efter det började en flera kilometer lång uppförsbacke uppför Söderåsen förbi Finnstorps dammar,mot Stenestad. Här upphörde asfaltsvägen och grusvägen tog vid fram till målområdet. Hela den sista delen av banan bestod av långa, snabba kurvor med långa raksträckor mellan dem. Inne i Stenestad kom en 90-graders vänsterkurva mot Norra Vram som ledde ner från åsen. Den sista knixiga delen av banan gick genom åsens björkskog och krävde full koncentration från förarna. När banan kom ner från åsen ner på slättmarken, skedde det via ett par skarpa svängar och några svepande kurvor över åkrarna och hedarna fram till vägkorsingen i Norra Vram och en 75-graders vänstersväng till start/mål-området. Banan bestod till större delen av asfalt och oljegrus, men på några partier var det som sagt vanlig grusväg. Skillnaden mellan högsta och lägsta punkt var 158 m. Vägbredden var som minst 6 m och vägförhållandena bedömdes som mycket goda. Polisen hade placerat ut 160 konstaplar längs banan och 60 funktionärer skötte om besökare och tävlande. Depån var placerad på banans insida vid startområdet med anvisade platser för organisatörerna och pressen. På andra sidan hade det ordnats en restaurang, mellan banan och den närliggande järnvägsstationen.

## Tävlingsförloppet
Totalt startade 26 ekipage och alla hade med sig en mekaniker i bilen.
De verkliga fartvidundren från den har tiden fanns representerade och Europas bästa förare var anmälda, bland andra några från Scuderia Ferrari och finländaren Karl Ebbs med sin vita Mercedes SSK.
Storfavorit var Ferraristallets monegaskiske förare Louis Chiron, som allmänt ansågs lätt köra hem första priset på 10.000:- med sin Alfa Romeo P3. Även den italienske markisen Antonio Brivio, svenskhoppet (Per Wiktor) PeWe Widegren i en Alfa-Romeo 8C 2300 Monza och amerikanen Whitney Straight i en [Alfa-Romeo 8C 2300 Monza] hörde till storfavoriterna. 
Extratåg från hela landet hade satts in och bilar, MC och vanliga cyklar fraktade resten ut till skådeplatsen. En tältmetropol med 25.000 tillfälliga innevånare slogs upp vid Böketofta. Redan klockan fyra på morgonen före loppet, då förarna tränade på den avspärrade vägen, fanns 10.000 åskådare på plats. 
När startflaggan föll vid Norra Vram och fältet av bilar gav sig iväg kantade en stor skara åskådare banan, men de 100.000 som det rapporterades om i finländsk press är antagligen något i överkant. Men bara efter knappt några minuter kunde åskådarna se hur en pelare brandrök växte i storlek bara någon halvmil bort.
Svensken Carl Börje Dahlin i sin 7-liters Mercedes Benz SSK ledde loppet före kopplet jagande bilar. Fyra km från start fick han en våldsam sladd i böjen i Södra Vram. Bilen kastades mot en ledningsstolpe som knäcktes och Dahlins medföljande mekaniker Erik Lafrenz slungades av bilen ut på vägbanan och omkom när han blev överkörd av den svenske Ford-föraren Olle Bennström, som inte hann göra någon undanmanöver utan kraschade in i en grannträdgård. Elva bilar blev inblandade i den fruktansvärda olyckan. hundratals liter bensin rann ut på vägbanan denna varma sommardag. Vägen var doserad mot en villa, som tog eld och brann ner till grunden. Det är inte underligt att man än idag talar om den ökända GP-kurvan i Södra Vram. Huset som ligger där nu, kallas för Villa Grand Prix.
Bennström blev förd till sjukhuset med en allvarlig hjärnskakning. Han hade spräckt skallbenet i en motorcykelolycka något år tidigare och olyckan i Norra Vram fick honom att upphöra med tävlandet. Forsberg och Wallenius blev också förda till sjukhuset. Forsberg i chocktillstånd.  
Hur som helst, tävlingen fortsatte och den italienske markisen Marquis Antonio Brivio i en Alfa Romeo 8C-2300 Monza vann så småningom med snittfarten 124,4 km/tim. 
Som kuriosa kan nämnas att författarinnan Astrid Lindgren ingick i sekretariatet. 
Tävlingen vid Norra Vram kunde ha blivit en öppning mot internationellt tävlande i Sverige, men den allvarliga olyckan blev istället ett stort bakslag som närapå gjorde slut på all biltävling i landet[källa behövs].

## Resultat Sveriges sommar-Grand Prix 1933
| Placering | Nr | Förare                | Anmälare         | Bil                       | Varv | Tid/Status           |
| --------- | -- | --------------------- | ---------------- | ------------------------- | ---- | -------------------- |
| 1         | 19 | Antonio Brivio        | Scuderia Ferrari | Alfa Romeo Monza 2.6 S-8  | 12   | 2h51m55s=124,45 km/h |
| 2         | 22 | Whitney Straight      | B. Rubin         | Alfa Romeo Monza 2,3 S-8  | 12   | 2h54m43s             |
| 3         | 3  | Eugen Bjørnstad       | Eugen Bjørnstad  | Alfa Romeo Monza 2.3 S-8  | 12   | 3h03m43s             |
| 4         | 14 | Karl Ebb              | Karl Ebb         | Mercedes-Benz SSK 7.1 S-6 | 12   | 3h06m51s             |
| 5         | 10 | Åke Johansson         | Åke Johansson    | Bugatti T37A 1.5 S-4      | 12   | 3h16m06s             |
| 6         | 24 | Harry Larsson         | Harry Larsson    | Ford Special 3.6 S-4      | 12   | 3h22m51s             |
| 7         | 20 | Walter Görtz          | Walter Görtz     | Ford Special 3.6 S-4      | 12   | 4h12m27s             |
| DNF       | 26 | Morian Hansen         | Morian Hansen    | Ford Special 3.6 V-8      | 11   | motorfel             |
| DNF       | 18 | Martin Strömberg      | Martin Strömberg | Chevrolet Special 3.2     | 7    | motorfel             |
| DNF       | 9  | Otto Wihlborg         | Otto Wihlborg    | Bugatti T35B 2.3 S-8      | 6    | krasch               |
| DNF       | 27 | Poul Tholstrup        | Poul Tholstrup   | Ford Special 3.6 V-8      | 5    | styrning             |
| DNF       | 8  | Helmer Carlsson       | Bertil Carlsson  | De Soto Special 3.4 S-8   | 4    | koppling             |
| DNF       | 6  | Carl-Gustaf Johansson | C-G. Johansson   | Ford Special 3.6 V-8      | 4    | ventiler             |
| DNF       | 4  | Axel Johnsson         | Axel Johnsson    | Bugatti T43 2.3 S-8       | 4    | -                    |
| DNF       | 25 | Tore Wistedt          | Tore Wistedt     | MG C 0.7 S-4              | 0    | koppling             |
| DNF       | 15 | Louis Chiron          | Scuderia CC      | Alfa Romeo P3 2.6 S-8     | 0    | krasch               |
| DNF       | 12 | Per Victor Widengren  | P-V. Widengren   | Alfa Romeo Monza 2.3 S-8  | 0    | krasch               |
| DNF       | 11 | John Forsberg         | John Forsberg    | Ford Special 3.6 V-8      | 0    | krasch               |
| DNF       | 7  | Asser Wallenius       | Asser Wallenius  | Ford Special 3.6 V-8      | 0    | krasch               |
| DNF       | 2  | Olle Bennström        | S. O. Bennström  | Ford Special 3.6 V-8      | 0    | krasch               |
| DNF       | 1  | Börje Dahlin          | Börje Dahlin     | Mercedes-Benz SSK 7.1 S-6 | 0    | krasch               |
| DNF       | 23 | Oscar Wickberg        | Oscar Wickberg   | Bugatti T35 2.0 S-8       | 0    | krasch               |
| DNS       | 5  | Bo Lindh              | Bo Lindh         | Hudson Special 4.9        | -    | motorfel             |
| DNA       | 16 | Karl-Gustav Sundstedt | K-G Sundstedt    | Bugatti T35B 2.3 S-8      | -    | sjukdom              |
| DNS       | 17 | S.P.J. Keinänen       | S.P.J. Keinänen  | Chrysler Special 5.1 S-6  | -    | motorfel             |
| DNA       | 28 | Mario U. Borzacchini  | Scuderia Ferrari | Alfa Romeo Monza 2.6 S-8  | -    | sjukdom              |
| DNS       | 21 | Gösta Askergren       | Gösta Askergren  | Chevrolet Special 3.2     | -    | krasch               |

Snabbast varv: Brivo- 13m51s= 128,7 km/h (80,0 mph)